# Equazione lineare
Un'equazione lineare, o equazione di primo grado, è un'equazione algebrica in cui il grado massimo delle incognite è uguale a uno.

## Equazioni lineari in una incognita
Quelle a una sola incognita sono riconducibili (tramite le usuali regole dell'algebra elementare) alla cosiddetta forma normale (o canonica):
{\displaystyle ax+b=0}
dove {\displaystyle a} e {\displaystyle b} sono numeri reali o complessi.
Se {\displaystyle a\neq 0} allora trasportando {\displaystyle b} al secondo membro e dividendo per {\displaystyle a} si ottiene:
{\displaystyle x=-{\frac {b}{a}}}
L'equazione di primo grado ammette dunque una e una sola soluzione, pari a {\displaystyle -{\tfrac {b}{a}}}.
Se invece {\displaystyle a=0} allora l'equazione può essere impossibile o indeterminata:
- se {\displaystyle b=0}, l'equazione diventa {\displaystyle 0=0}, che è sempre vera indipendentemente da {\displaystyle x}. L'equazione è pertanto detta indeterminata.

- se {\displaystyle b\neq 0}, l'equazione diventa {\displaystyle 0=b}, che, essendo in realtà {\displaystyle b\neq 0}, è sempre falsa indipendentemente da {\displaystyle x}. L'equazione non ha soluzioni ed è pertanto impossibile.

## Equazioni lineari in più incognite
Più in generale, un'equazione lineare in {\displaystyle n} incognite {\displaystyle x_{1},x_{2},\ldots ,x_{n}} è riconducibile alla forma:
{\displaystyle a_{1}x_{1}+a_{2}x_{2}+\dots +a_{n}x_{n}+k=0}
In geometria analitica, un'equazione lineare a due incognite (scritta in genere nella forma {\displaystyle y=mx+q} oppure {\displaystyle ax+by+c=0}) rappresenta una retta nel piano cartesiano. Nello spazio a tre dimensioni, un'equazione in tre incognite della forma {\displaystyle ax+by+cz+d=0} rappresenta un piano. In generale, nello spazio euclideo {\displaystyle n}-dimensionale, l'insieme delle soluzioni di un'equazione lineare in {\displaystyle n} incognite rappresenta un iperpiano, cioè uno spazio ad {\displaystyle n-1} dimensioni. Allo stesso modo un'equazione lineare a una sola incognita rappresenta un semplice punto.